# Гари Мур
Робърт Уилям Гари Мур (на английски: Robert William Gary Moore) е британски китарист. Роден е на 4 април 1952 под името Робърт Уилям Гари Мур в град Белфаст, столицата на Северна Ирландия. Почива от инфаркт на 58-годишна възраст в ранните часове на 6 февруари 2011 г., докато е на почивка в хотел в испанския град Естепона.
В кариерата си, започнала през 60-те години, Гари Мур свири с различни музиканти, включително Фил Лайнът и Брайън Дауни през тийнейджърските си години, а след това става член на Тин Лизи. Мур свири на една сцена с блус и рок величия като Б.Б. Кинг, Албърт Кинг, Джордж Харисън, Скид Роу (ирландска група), Колосиъм II и Грег Лейк, а освен това има и успешна солова кариера.

## Първи години и начало на музикалната кариера
Започва да свири на ранна възраст, като едва на осем години се сдобива с първата си акустична китара, която е леко очукана. На 14 години става притежател на първата си качествена китара и се научава да свири като десничар, въпреки че е левичар. Мести се в Дъблин през 1968 г., когато е едва на 16 г. Ранните му музикални влияния включват Албърт Кинг, Елвис Пресли, Шадоус и Бийтълс. По-късно, когато чува Джими Хендрикс и Джон Мейол и Блусбрейкърс, развива стила си към блус рок звученето, което доминира през цялата му кариера.
В тези първи дни най-голямо влияние върху Мур оказва Питър Грийн, който става ментор на Мур, докато той е в Дъблин. За продължителното му влияние Мур му се отплаща по-късно чрез албума „Blues For Greeny“, който съдържа само песни на Грийн. В този албум Мур свири на китарата на Грийн Гибсън Лес Пол Стандарт от 1959 г., която последният му подарява след напускането на Флийтуд Мак.
Въпреки ниската си популярност в САЩ, Мур добива широко признание и успех в Европа. Той е считан за основно влияние от много китаристи, включително Вивиан Кембъл, Джо Бонамаса, Джон Норъм, Джон Петручи, Дъг Олдрич, Джон Сайкс, Ейдриън Смит, Зак Уайлд, Кърк Хамет, Патрик Рондат, Пол Гилбърт и Ранди Роудс.
Мур си сътрудничи с редица музиканти, сред които Албърт Кинг, Албърт Колинс, Б.Б. Кинг, Бийч Бойс, Боб Дилън, Вики Браун, Гари Бойл, Джак Брус, Джим Капалди, Джими Нейл, Джинджър Бейкър, Джордж Харисън, Д-р Стрейнджли Стрейндж, Кийт Емерсън, Кози Пауъл, Колосиъм II, Мо Фостър, Ози Озбърн, Пол Роджърс, Род Арджънт, Роджър Долтри, Травълинг Уилбърис, Трилок Гурту и с Андрю Лойд Уебър при написването на „Variations“ през 1978 г. Експериментира в различни жанрове, включително рок, джаз, блус, кънтри, електрически блус, хардрок и хевиметъл.
През 1968 г., на 16-годишна възраст, Мур се мести в Дъблин, за да се присъедини към Скид Роу с Ноел Бриджман и Брендан „Бръш“ Шийлс. С тази група той си спечелва репутация в музикалната индустрия и започва съвместната му работа с Фил Лайнът.

## Солова кариера
Мур издава първия си солов албум, „Grinding Stone“, през 1973 г. под името „the Gary Moore Band“. Той печели наградата на радио KTAC-FM за най-добър албум на годината. През 1978 г. Мур продължава соловата си кариера с помощта на Фил Лайнът. Комбинацията от блус китарата на Мур и гласа на Лайнът създават „Parisienne Walkways“, която влиза в класацията Топ 10 на синглите във Великобритания през април 1979 г., а през същата година албумът на Тин Лизи „Black Rose: A Rock Legend“ достига второ място в класацията на албумите във Великобритания. Мур участва в клиповете на „Waiting for an Alibi“ и „Do Anything You Want To“.
През 1987 г., той свири по солото в песента „Let It Be“ като част от благотворителна кампания за набиране на средства за оцелелите от инцидента с ферибота MS Herald of Free Enterprise.
След поредица рок албуми Мур се завръща към блуса със „Still Got the Blues“, в който участие взимат Албърт Кинг, Албърт Колинс и Джордж Харисън. Мур се задържа в блус звученето до 1997 г., когато решава да експериментира с модерния тогава денс бийт в албума „Dark Days in Paradise“, което обърква много от феновете му и музикалната преса. Освен това Мур свири в албума на Ричард Блекууд „You'll Love to Hate This“.
С „Back to the Blues“ Мур се завръща към изпитания блус формат. Последващите „Power of the Blues“ (2004), „Old New Ballads Blues“ (2006), „Close As You Get“ (2007) и „Bad For You Baby“ (2008) притежават същото звучене.
През януари 2005 г., Мур се присъединява към One World Project, който записва песен за оцелелите от цунамито в Азия през 2004 г. В групата участват още Ръсел Уотсън, Бой Джордж, Стив Уинууд, Бари Гиб, Робин Гиб, Брайън Уилсън, Клиф Ричард и др. Песента, наречена „Grief Never Grows Old“, е издадена през февруари 2005 г. и достига четвърто място в класацията на синглите във Великобритания.
В изказване определено като „смело и принципно“ Мур заявява подкрепата си за културен бойкот на Израел. На пресконференция в Русия той обявява, че няма да посети „престъпния“ Изреал заради „расистката политика по отношение на палестинския народ“.
Освен това Мур участва в комедиен скеч озаглавен „The Easy Guitar Book Sketch“ с комика Роуланд Риврън и музикантите Марк Нопфлер, Леми Килмистър от Моторхед, Марк Кинг от Левъл 42 и Дейвид Гилмор.

## Солова дискография
- Grinding Stone (1973)
- Back on the Streets (1978)
- G-Force (1980)
- Corridors of Power (1982)
- Dirty Fingers (1984)
- Victims of the Future (1984)
- Run for Cover (1985)
- Wild Frontier (1987)
- After the War (1989)
- Still Got the Blues (1990)
- After Hours (1992)Манчестър 1985 г.
- Blues for Greeny (1995)
- Dark Days in Paradise (1997)
- A Different Beat (1999)
- Back to the Blues (2001)
- Scars (2002)
- Power of the Blues (2004)
- Old New Ballads Blues (2006)
- Close As You Get (2007)
- Bad for You Baby (2008)

Трибют:
- We Want Moore! – (2004)